# 몬태나 (2017년 영화)
《몬태나》(영어: Hostiles)는 2017년 개봉된 미국의 서부 드라마 영화이다. 도널드 E. 스튜어트의 원안을 바탕으로 스콧 쿠퍼가 감독하고 각본을 썼다. 이 영화는 크리스찬 베일, 로저먼드 파이크, 웨스 스투디, 벤 포스터, 스티븐 랭, 제시 플레먼스, 로리 코크레인, 애덤 비치, 코리안카 킬처와 티모시 샬라메가 출연한다. 19세기 말 1892년 옐로우 호크 추장과 인디언들을 그들의 고향 몬태나주 곰의 계곡으로 호송할 책임자인 조셉 블로커 대위의 군 전역 전 마지막 임무를 그린다.
이 영화는 2017년 9월 2일 텔류라이드 영화제에서 전 세계에 초연 되었고, 2017년 12월 22일부터 2018년 1월 26일에 걸쳐 엔터테인먼트 스튜디오 배급으로 미국에서 한정적으로 개봉되었다.

## 줄거리
19세기 말을 배경으로 당시 미국은 서부 쪽으로 지배권을 넓혀가는 과정에서 인디언 원주민과 치열한 전투를 벌였다. 땅을 빼앗으려는 백인과 빼앗기지 않으려는 흑인, 그리고 인디언과 쫓고 쫓기는 전투를 벌이고 그 가운데 가족을 잃고 동료를 잃은 상실감과 절망감은 하늘을 찌른다. 그러나 시간이 흐르면서 미국사회에는 인디언의 생존권을 빼앗는 전투에 대한 반성 여론이 거세지기 시작했고, 점차 원주민과의 공존을 고민하던 정부는 상징적인 차원에서 1892년 옐로 호크 추장(웨스 스투디)과 인디언들을 고향 몬태나로 돌려보내기로 결정한다. 그리고 안전한 호송의 책임자로 원주민과의 오랜 전투로 사랑하는 많은 동료를 잃고 그들을 치가 떨릴 정도로 증오하는 적대적인 관계인 조셉 블로커 대위(크리스찬 베일)를 지명한다.

## 출연진
- 크리스찬 베일 - 조셉 J. 블로커 대위 역
- 로저먼드 파이크 - 로잘리 퀘이드 역
- 웨스 스투디 - 옐로우 호크 추장 역
- 제시 플레먼스 - 루디 키더 중위 역
- 애덤 비치 - 아담 호크 역
- 로리 코크레인 - 토마스 메츠 상사 역
- 피터 뮬란 - 로스 매코원 중령 역
- 스콧 윌슨 - 사이러스 라우데 역
- 폴 앤더슨 - 토미 토마스 역
- 티모시 샬라메 - 필립 드잘딘 훈련병 역
- 벤 포스터 - 찰스 윌스 병장 역
- 헨리 우드슨 - 조나단 메이저 상병 역
- 존 벤자민 히키 - 로이스 톨란 대위 역
- 코리안카 킬처 - 호크 추장 아내 역
- 타나야 비티 -  타나야 비티, 호크 추장 여동생 역
- 스티븐 랭 - 아브라함 빅스 대령 역
- 빌 캠프 - 예레미야 윌크스 역
- 스콧 쉐퍼드 - 스콧 셰퍼드 역
- 라이언 빙햄 - 말로이 상사 역
- 로빈 말콤 - 미니 매코원 역